# Pazifische Hurrikansaison 1964
Die Pazifische Hurrikansaison 1965 begann offiziell am 15. Mai 1965 im östlichen Pazifischen Ozean und am 1. Juni 1965 im zentralen Pazifik. Sie dauerte bis zum 30. November 1965. Diese Hurrikansaison war die am wenigsten aktive Hurrikansaison seit Beginn verlässlicher Aufzeichnungen. Während dieser Saison haben sich nur fünf tropische Stürme gebildet, und nur einer verstärkte sich zu einem Hurrikan. Der erste Sturm der Saison, Tropischer Sturm Natalie, traf in Mexiko aufs Land. Etwa eine Woche später entwickelte sich Hurrikan Odessa zum stärksten Sturm der Saison.

## Stürme

### Sturmnamen
Die folgenden Namen wurden für benannte Stürme benutzt, die sich im Jahr 1964 im Ostpazifik bildeten. Von dieser Liste wurden nach der Saison keine Namen gestrichen. Dies ist ein Teil der Liste 2, die von 1960 bis 1965 verwendet wurde.
Natalie, Odessa, Prudence, Roslyn, Silvia und Tillie

### Tropischer Sturm Natalie
Der erste tropische Sturm entwickelte sich am 6. Juli direkt vor der Küste von Mexiko. Natalie wanderte Richtung Norden, ohne sich zu verstärken. Kurz vor seinem Übergang am nächsten Tag entwickelte sich Natalie in eine außertropische Zyklone. Der Rest hatte noch bis zum 8. Juli Bestand.

### Hurrikan Odessa
Hurrikan Odessa bildete sich am 15. Juli. Zunächst zog der Hurrikan in Richtung West-Nordwest, aber am 18. Juli, drehte er sich in Richtung Nordwesten, und kurz danach Richtung West-Südwest. In der Zwischenzeit behielt Odessa die Hurrikanintensität für mehrere Tage, um, am 19. Juli um 18:00 Uhr UTC, sich zu zerstreuen.

### Tropischer Sturm Prudence
Prudence entwickelte sich am 20. Juli. Er bewegte sich in Richtung West-Nordwest und hat es nicht geschafft sich zu intensivieren. Nach einer kurzen Drehung Richtung Westen am 22. Juli nahm er wieder eine westnordwestlich Richtung ein. Kurz vor der Auflösung am 24. Juli, wandte sich das System zurück in Richtung Westen. Auch wenn er nie über das Land zog, produzierte der Zyklon hohe Wellen entlang der kalifornischen Küste, mit den höchsten Wellen in Newport Beach.

### Tropischer Sturm Roslyn
Der tropische Sturm Roslyn bildete sich am 21. August rund 800 km südsüdwestlich von Cabo San Lucas. Mit der gleichen Intensität wie das vorherige System driftete Roslyn westnordwestlich. Der Sturm klang um 18:00 Uhr UTC am 22. August ab.

### Tropischer Sturm Tillie
Der Letzte tropischen Zyklon der Saison, der tropische Sturm Tillie, entwickelte sich am 7. Juli. Zuerst bewegte sich der Zyklon Nord-Nordwest, am 8. September jedoch, etwa 160 km südwestlich von Cabo San Lucas bewegte sich der Sturm westnordwestlich. Der Sturm war für weniger als 48 Stunden aktiv, Tille baute am 9. September um 6:00 Uhr UTC ab. Obwohl der Sturm auf See blieb, wurde seine Restfeuchte über das südliche Arizona advektiert, so dass eine vorübergehende Kaltfront weitverbreitete Schauer und Gewitter am Abend des 9. September auslöste. In Tusco gingen, zwischen dem 9. und 10. September, 77 mm Niederschlag hinunter. An zwei weiteren Standorten, der eine in den Santa Catalina Mountains und der andere nahe Sahuarita, wurde 171 mm Niederschlag gemessen.

## Saisonzusammenfassung
Mit nur fünf benannten Stürmen lag die Saison weit unter dem Durchschnitt von 13 Stürmen. Mit nur fünf benannten Stürmen ist dies die geringste Anzahl von Stürmen in der Hurrikan-Datenbank. Nur ein tropischer Wirbelsturm erreichte Hurrikanstatus, verglichen mit dem Durchschnitt von sieben pro Jahr. 1964 ist auch eine der wenigen Saisons ohne einen schweren Hurrikan. Es ist jedoch möglich, dass einige Stürme aufgrund des Fehlens der Satelliten-Abdeckung in der Region verpasst wurden.